# 暗戀 (單曲)
《暗戀》是由香港歌手吳若希、胡鴻鈞合唱，星煥國際製作，2013年7月23日發行的單曲（吳若希的第九張單曲；胡鴻鈞的第六張單曲），只作為派台用途，並未公開販售。

## 曲目
1. 暗戀
  - 作曲：彭學斌，作詞：張美賢，編曲：黃安弘、韋景雲，監製：韋景雲、何哲圖
  - 原曲為張智成2009年《暗戀》專輯中的《暗戀》。

## 其他資訊
二人由公司撮合而合唱這首歌的，在咖啡室拍攝音樂錄影帶時，原意是想表現溫馨的場景，但效果出來比較像「鬥氣怨家」，同時網友評價二人對唱也十分合襯。
另為推廣此歌曲，星煥國際與Neway特地舉行《Neway暗戀日記》網上歌唱比賽，比賽冠軍可以與二人現場合唱這首歌。

## 唱片版本
- CD版

## 音樂錄影帶
| 歌名 | 執導              | 首播日期      | 附註 |
| ---- | ----------------- | ------------- | ---- |
| 暗戀 | Jacky @ Concept X | 2013年7月22日 |      |

## 派台成績
|          | 香港 |     |      |   |
| 903      | TVB  | 997 | RTHK |   |
| 最高位置 | -    | 2   | 3    | - |

(*)表示仍在榜上
粗體表示冠軍歌

## 備註
1. ↑  my903.com - 叱咤樂迷 - 吳若希 胡鴻鈞 - 暗戀[永久]，2013年7月26日 (五) 01:15 (UTC+8)查閱（繁體中文）
2. ↑  吳若希胡鴻鈞玩暗戀[永久]，2013年8月25日 (日) 14:15 (UTC+8)查閱（繁體中文）
3. ↑  吳若希胡鴻鈞 《暗戀》甜蜜蜜，2013年8月25日 (日) 14:05 (UTC+8)查閱（繁體中文）
4. ↑  吳若希、胡鴻鈞互餵麵包變鬥氣怨家 （页面存档备份，存于），2013年8月25日 (日) 14:10 (UTC+8)查閱（繁體中文）
5. ↑  Neway Karaoke Box Hong Kong的Facebook專頁，2013年7月24日 (三) 23:25 (UTC+8)查閱（繁體中文）